# Parafia Najświętszego Serca Jezusowego w Nadolnej
Parafia pw. Najświętszego Serca Jezusowego – parafia rzymskokatolicka w miejscowości Nadolna. Należy do dekanatu szydłowieckiego w diecezji radomskiej.

## Historia
- Kaplica pw. Najświętszego Serca Jezusowego adaptowana została z gospodarczych budynków podworskich, które użytkowała firma Elibor w pierwszej połowie XIX w. W latach 1939–1940, staraniem ks. Edwarda Zenki, przebudowano ją na kościół. Parafia została erygowana 1 stycznia 1940 przez bp. Jana Kantego Lorka. Lata 1967–1968 przyniosły przebudowę, a rok 1985 restaurację kościoła. Konsekracji świątyni dokonał bp. Zygmunt Zimowski 1 czerwca 2008.

## Terytorium
- Do parafii należą: Nadolna, Skłoby, Stefanków, Kochanów, Ostrówek i Rusinów[1].

## Proboszczowie
- 1940–1945 – ks. Edward Zenka
- 1945–1952 – ks. Czesław Dąbrowski
- 1952–1960 – ks. Stanisław Ciśla
- 1960–1976 – ks. Stanisław Łapiński
- 1976–1980 – ks. Roman Chwałek
- 1980–1991 – ks. Andrzej Sasin
- 1991–1995 – ks. Jerzy Smerda
- 1995–2004 – ks. Gustaw Szurmański
- 2004–2004 – ks. Jan Wiktor
- 2004–2016 – ks. Marian Dybalski
- od 2016 – ks. Maciej Cisowski